# Bruchsteinmauer Hauptstraße 133 (Lendersdorf)

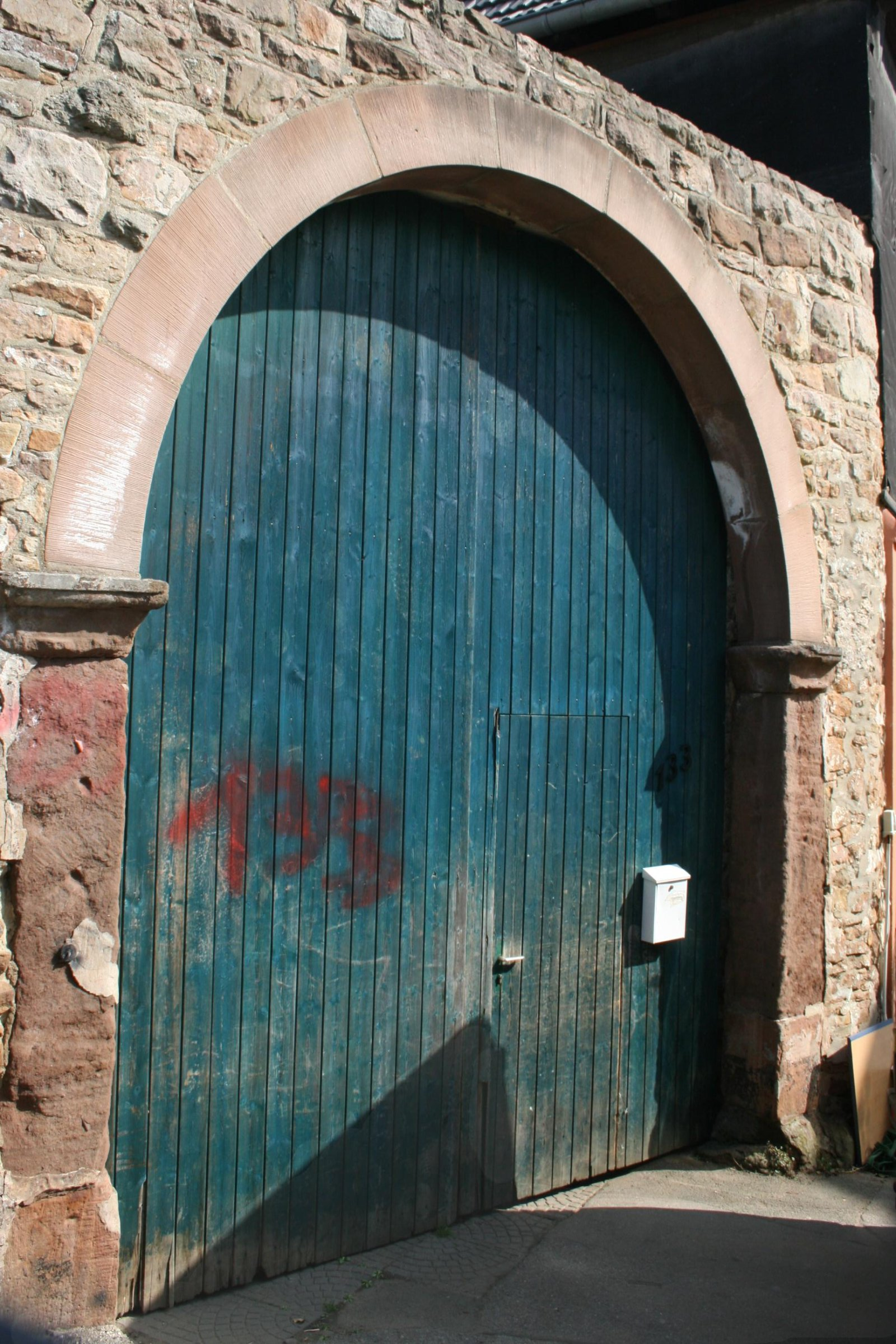

Die Bruchsteinmauer Hauptstraße 133 steht im Dürener Stadtteil Lendersdorf in Nordrhein-Westfalen.
Die Bruchsteineinfriedigungsmauer mit rundbogiger Tordurchfahrt steht zwischen den Häusern 133 und 135, die früher ein Anwesen waren. In dem Anwesen war früher die Vikarie untergebracht.
Das Bauwerk ist unter Nr. 3/008 in die Denkmalliste der Stadt Düren eingetragen.